# Helicopini
De Helicopini vormen een tribus van de vlinderfamilie van de prachtvlinders (Riodinidae), onderfamilie Riodininae.

## Taxonomie
Helicopini omvat de volgende geslachten:
- Anteros Hübner, 1819
- Helicopis Fabricius, 1807
- Ourocnemis Baker, 1887
- Sarota Westwood, 1851